# さよなら (オフコースの曲)
「さよなら / 汐風のなかで」（さよなら しおかぜのなかで）は、1979年12月1日に発売されたオフコース通算17枚目のシングル。

## 解説
「さよなら」は、オリジナル・アルバム未収録曲で、ベスト・アルバム『SELECTION 1978-81』にビル・シュネーによるミックスで収録されたほか、ライヴ・ヴァージョンがライブ・アルバム『LIVE』に収録された。この曲について小田和正は、「これまで以上に売れることを強く意識して書いた」と語っている。このシングル発売後から、オフコースはニューミュージックの代表的グループとして認知されることになる。
小田は原詩では「僕は思わず 君を抱きしめそうになる」としていたところを、間違って『僕は思わず 君を抱きしめたくなる』と録音してしまったことを悔やんだという。
この曲は後に小田がアルバム『LOOKING BACK 2』で新たな解釈でセルフ・カヴァーしている。TBS系『クリスマスの約束』や2002年の全国ツアーではこのアレンジで演奏したが、『風のようにうたが流れていた』からは、オリジナルのアレンジに戻して歌っている。また、鈴木康博も細坪基佳とのアルバム『四月になれば僕らは』にて、細坪のリードヴォーカルでカバーしている。
その他、後にKBC Bandにもアルバム『KBC Band』にてカバーされた。英詞は1983年にオフコースが制作した英語圏向けプロモーション・テープ収録のものと同じだが、クレジットが誤ってサディスティック・ミカ・バンドの同名異曲になっている。
2010年7月にオンエアされたダイハツ工業の『エコカー補助金キャンペーン「おわり」篇「さよなら」Ver.』のCMでは、小田がCM用に新たにレコーディングした「さよなら」が使用された。
「汐風のなかで」はアルバム『Three and Two』からのシングルカットで、アルバム収録曲と同内容。この曲もライブ・アルバム『LIVE』にライヴ・ヴァージョンが収録されたが、演奏前のMCで小田が「メロディーのとってもきれいな、僕も大好きな一曲です」と紹介している。この曲は後に鈴木が『FORWARD』にてアカペラによるリアレンジでセルフ・カヴァーしている。

## パッケージ、アートワーク
ジャケット裏面には歌詞のほか、“好評発売中”として、『Three and Two』の紹介が記載されている。

## 収録曲

### SIDE A
1. さよなら   SAYONARA  –  (4'58")
作詩[注釈 9] · 作曲：小田和正、編曲：オフコース

### SIDE B
1. 汐風のなかで   SHIOKAZE NO NAKADE  –  (3'49")
作詩[注釈 9] · 作曲：鈴木康博、編曲：オフコース

## スタッフ
- プロデュース：オフコース

## リリース日一覧
| 地域 | タイトル                | リリース日    | レーベル                        | 規格               | カタログ番号 | 備考 |
| ---- | ----------------------- | ------------- | ------------------------------- | ------------------ | ------------ | --- |
| 日本 | さよなら / 汐風のなかで | 1979年12月1日 | EXPRESS ⁄ TOSHIBA EMI           | 7"シングルレコード | ETP-10655    | 「さよなら」はオリジナル・アルバム未収録、「汐風のなかで」はアルバム『Three and Two』からのリカット。 |
| 日本 | さよなら / 汐風のなかで | 2020年6月3日  | USM JAPAN ⁄ UNIVERSAL MUSIC LLC | CD                 | UPCX-4238    | デビュー・シングル『群衆の中で / 陽はまた昇る』からラスト・シングル『夏の別れ / 逢いたい』までを収録した全36枚組CD BOX『コンプリート・シングル・コレクションCD BOX』(UPCY-9918)の中の1タイトル。発表当時のアナログ7インチ・シングルのアートワークを再現した12cm紙ジャケット仕様CD。 |

## メディアでの使用

### さよなら
- 『3年B組金八先生（第1シリーズ）』第20話『卒業十日前の初恋』（TBS系列、1980年3月7日放送）挿入歌